# Friedrich Dominik
Christian Friedrich Dominik (* 4. Januar 1829 in Dyrotz, Osthavelland; † 4. April 1891 in Berlin) war ein deutscher Militär-Tierarzt.

## Leben
Er entstammt einer Familie, die seit Generationen im Ost- und Westhavelland als Schmiede, Fahnenschmiede bei der Kavallerie und Kurschmiede bei der Artillerie, einer Art Vorläufer der späteren Militärveterinäre ansässig war. So war einer der letzten dieser Kurschmiede in der Familie nach seinem Vater, dem Dyrotzer Schmiedemeister Carl (Friedrich) Dominick (1786–1838), sein ältester Bruder (Friedrich) Wilhelm Dominik (1814–1883), der noch 1844 als solcher bezeichnet wird. Letzterer war der Großvater des Schriftstellers Hans Dominik. Im Januar 1863 wurde die Bezeichnung Kurschmied abgelöst und ersetzt durch Unter-Roßarzt.
Nach dem Besuch der Dyrotzer Dorfschule wechselte Friedrich Dominik in seinem 12. Lebensjahr nach Brandenburg, um dort die erforderliche schulische Vorbildung für ein Studium der Tierheilkunde zu erlangen. Im Jahr 1847 trat er als Soldat in das 1. Garde-Ulanen-Regiment ein, um 1849 als sogenannter Militär-Eleve mit dem Studium an der Berliner Tierarzneischule, der späteren Tierärztlichen Hochschule, zu beginnen. Nach einem siebensemestrigen Studium, während dessen er im 1849 gegründeten „Militär-Kurschmiede-Eleven-Institut“ wohnte (aus dem per Kabinettsorder vom 9. Januar 1862 die Militär-Rossarzt-Schule in Berlin hervorging, die seit 1903 als Militär-Veterinär-Akademie bezeichnet wurde), erhielt Dominik 1853 die Approbation als Militär-Tierarzt bzw. Rossarzt. Neben der Approbation als Tierarzt I. Klasse hatte er zusätzlich die Qualifikation als Kreistierarzt erworben.
Im Jahre 1868 wurde er als bisheriger königlich preußischer Ober-Marstall-Roßarzt (seit 1863) zum „Ersten Lehrer“ und technischen Leiter an die im selben Jahr neu gegründete Militär-Lehrschmiede in Berlin berufen. Dominik führte die ganzheitliche Beurteilung des Pferdes in die Ausbildung der Schmiede ein, wie sie bis heute Bestand hat. Schon in seiner Stellung als Roßarzt beim Thüringischen Husaren-Regiment Nr. 12 in Merseburg übte er eine Lehrtätigkeit aus, indem er Hufbeschlagskurse für Truppenveterinäre abhielt. Seine dortige erfolgreiche Tätigkeit führte dazu, dass er 1863 den Auftrag erhielt, eine Denkschrift über die Bedeutung des englischen Hufbeschlags für die Armee abzufassen. Bereits 1867 war ihm am 18. Januar das „Patent auf eine als neu und eigenthümlich erachtete Schärfungsart für Hufeisen“ für im Gebiet des deutschen Zollvereins liegende Landesteile des preußischen Staates erteilt worden. Im Rahmen der verschiedenen Hufzubereitungstheorien, wie sie von Insa Lingens in ihrer Dissertation (2008) beschrieben werden, begründete Friedrich Dominik die sogenannte „Fußungstheorie“.
Zusätzlich zu seiner Tätigkeit als wissenschaftlicher Consulent der Inspektion des Militär-Veterinärwesens wurde er im Gardes du Corps [1873] in Berlin zum Königlich Preußischen Corps-Roßarzt ernannt, ein Amt, das er 1881 niederlegte, da er durch seine gleichzeitige Stellung als technischer Vorstand der Militärlehrschmiede in Berlin überlastet war. Letztere Stellung hatte er jedoch bis zu seinem Tode 1891 inne.
Neben verschiedenen wissenschaftlichen Beiträgen in Fachzeitschriften verfasste er als sein richtungsweisendes Hauptwerk zum Hufbeschlag, das Lehrbuch über Huf-Beschlag. Dies erschien von 1868 bis zum Jahr 1891 in sechs Auflagen und wurde für die preußische Armee maßgebend oder wie es in zeitgenössischen Berichten heißt, es sei epochemachend gewesen. Noch im Jahr 1914 hieß es, dass zwei Namen mit dem Hufbeschlag in der Armee für immer verknüpft seien, nämlich Dominik und Kösters (gemeint war Professor Hubert Kösters (1847–1913), der Nachfolger Dominiks). Dominik erhielt verschiedene hohe Auszeichnungen, so u. a. den Roten Adlerorden IV Klasse, das Ritterkreuz 1. Klasse des Königlich Württembergischen Friedrichs-Ordens (1887), das Ritterkreuz 2. Klasse des bayerischen Verdienstordens vom Heiligen Michael.
Wie die Zeitschrift Der Thierarzt (31, 1892, S. 168) in der Rubrik Standesangelegenheiten meldete, wurde es ermöglicht, ihm zu Ehren als dem „Reformer des modernen Hufbeschlages“ mittels Spenden früherer Schüler, Freunde und Kollegen im Hofe der Militärlehrschmiede auch in seiner Eigenschaft als Dozent der Tierarzneischule in Berlin, der späteren Tierärztlichen Hochschule in Berlin, ein Denkmal (Bronzebüste) zu errichten. Dieses wurde durch Kriegseinwirkungen zerstört. Anlässlich der Wiederkehr des 100.„“Geburtstages des vormaligen Korpsroßarztes Dominik hatte am 4. Januar 1929 im Beisein des Veterinär-Inspektors Generalstabsveterinär Dr. Pätz, der eine würdigende Ansprache hielt, eine Gedenkfeier der Militär-Lehrschmiede Berlin am Denkmal ihres Begründers mit Kranzniederlegung stattgefunden.
Eine Anekdote erzählt, dass er aufgrund eines beherzten Eingreifens zugunsten des Pferdes des Prinzen Friedrich Karl Nikolaus von Preußen, dem er in Frack und weißer Fliege bei größter Hitze ein Hufeisen passend gemacht hatte, einen Brillantring geschenkt bekam. Er ist der Großonkel des bekannten Schriftstellers Hans Dominik. Sein Grab ist erhalten und befindet sich in Berlin auf dem Dreifaltigkeitsfriedhof.

## Publikationen(Auswahl)
- Fr. Domini(c)k: Ueber die Kieferhöhlenentzündung der Pferde und die Trepanation. In: Magazin für die gesammte Thierheilkunde. 28, 1862, Heft 2, S. 222ff.
- Fr. Domini(c)k.: Ueber Heilung des Zwangshufes der Pferde. In: Magazin für die gesammte Thierheilkunde. 28, 1862, Heft 3, S. 364–371.
- Fr. Domini(c)k.: Rathgeber über Pflege und Fütterung der Pferde im Kriege. Ferdinand Geelhaar, Berlin 1866.
- Fr(iedrich) Dominik: Theoretisch-practische Anleitung zur Ausübung des rationellen Hufbeschlages. August Hirschwald, Berlin 1870. Rezension Prof. Hering in: Repertorium der Thierheilkunde 31(1870), S. 374–375 -- Rezension Prof. Röll in: Oesterreichische Vierteljahresschrift für wissenschaftliche Veterinärkunde 33(1870), S. 156 -- Rezension in: Der Thierarzt 9(1870), Nr. 6, S. 144 -- Rezension C. Weber in: Wochenschrift für Thierheilkunde und Viehzucht, Band 14, 1870, Nr. 28, S. 222–224
- Fr. Dominik: Der rationelle Hufbeschlag. 3. verb. und vermehrte Auflage. Selbstverlag, Berlin 1879. -  Rezension in: Deutsche Zeitschrift für Thiermedizin. 5(1879), S. 262–263.-Rezension C. Weber in: Wschr. 23(1879), Nr. 6, S. 50–52
- Fr(iedrich) Dominik: Lehrbuch über Hufbeschlag. 5. Auflage, Selbstverlag, Berlin 1887.
- Fr. Dominik: Versuche mit Huflederkitt. Auszug aus den Rapporten über die Krankheiten bei den Dienstpferden der Armee pro IV. Quartal 1887. In: Der Hufschmied. Zeitschrift für das gesammte Hufbeschlagswesen. 6(1888), S. 77–82.
- Fr. Dominik: Weitere Versuche über das Absorptionsvermögen des Hornes und über Hufsalben. In: Zeitschrift für Veterinärkunde. 1(1890), S. 61–73.